# Helene & Gänget
Helene & Gänget var ett dansband i Kristianstad i Sverige , bildat 1990 av medlemmar i dansbandet Färmarna. Genombrottet kom  1995 med albumet Segla din båt i hamn. 2002 upplöstes bandet och dess frontfigur Helene Persson började som programledare i SR Kristianstad. Kända låtar med bandet är bland andra Segla din båt i hamn, En korg med blommor och Nånstans så finns du.

## Medlemmar
- Helene Persson - sång (1990-2002)
- Henric Svensson - keyboards, dragspel,  saxofon (1990-1994)
- Lars Färm - gitarr (1990-1996)
- Magnus Olsson - Trummor (1990-2002)
- Roland Andersson - bas (1990-2002)
- Fredrik Jansson - Keyboard, dragspel, sång (1994-1998)
- Ulf Nilsson - Gitarr (1996-1997)
- Mattias Olofsson - gitarr (1997-2001)
- Magnus Persson - keyboards, dragspel, sång (1998-2002)
- Peter Hansson - gitarr ( 2001-2002)

## Diskografi

### Album
- Segla din båt i hamn - 1995
- Det är du som är livet - 1997
- Helene & gänget - 1998
- Som ett ljus - 2000

### Samlingsalbum
- Stå på egna ben - 1996
- Gløm inte bort - 1998
- Nånstans så finns du - 2001

### EP-skivor
- Strunta i etiketten - 1993

### Singlar
- Sticka iväg/Vinden har vänt - 1990
- Jag sjunger för dej (I Write You a Love Song) - 1991
- Enkel resa/Jag sjunger för dej (I Write You a Love Song) - 1991
- Vindens sång/drömmar av guld - 1993
- Segla din båt i hamn/Om du ger mig tid - 1994
- Nyckeln till mitt hjärta/Rätt eller fel - 1997
- En korg med blommor/Om man tar varje dag som den kommer - 1997
- Över land, över hav/En man för en kvinna som jag - 2001
- Så speglas kärleken/Fågel, fisk & mittemellan - 2002

## Melodier på Svensktoppen
- Varje morgondag - 1994[3]
- Segla din båt i hamn - 1995[4]
- Stå på egna ben - 1995[4]
- Glöm inte bort - 1996[5]-1997
- En korg med blommor - 1997
- Det är du som är livet - 1997
- Mitt livs lyckligaste sommar - 1998
- En enda fråga - 1999
- Som ett ljus - 1999-2000
- En liten, liten bit - 2000
- Låt ödet styra - 2000
- Nånstans så finns du - 2000
- Över land, över hav - 2001
- Så speglas kärleken - 2002

## Testades på Svensktoppen men missade listan
- Jag sjunger för dig -1991
- Drömmar av guld-1992
- Strunta i etiketten - 1993
- Du får mig att längta - 1998

### Fotnoter
1. ↑  ”Svenska dansband -  Helene & Gänget (1997)”. Arkiverad från originalet den 15 oktober 2014. https://web.archive.org/web/20141015213150/http://www.svenskadansband.se/img3465.htm.
2. ↑  Zendry Svärdkrona (2 juli 2002). ”Detta är hiten ni behöver, Friends”. Aftonbladet. http://www.aftonbladet.se/nojesbladet/kronikorer/article10288516.ab. Läst 22 juni 2015.
3. ↑  ”Svensktoppen”. 26 februari 1994. http://sverigesradio.se/Diverse/AppData/Isidor/files/2023/3490.txt. Läst 13 juni 2011.
4. 1 2  ”Svensktoppen”. 26 februari 1995. http://sverigesradio.se/Diverse/AppData/Isidor/files/2023/3491.txt. Läst 13 juni 2011.
5. ↑  ”Svensktoppen”. 26 februari 1996. http://sverigesradio.se/Diverse/AppData/Isidor/files/2023/3492.txt. Läst 13 juni 2011.